# Van Valkenburg

Geslachtswapen Van Valkenburg

Van Valkenburg is een Haarlems regentengeslacht, tevens het geslacht waarvan een lid als allerlaatste (in 1939) in Nederland in de Nederlandse adel werd verheven.

## Geschiedenis
De bewezen stamreeks begint met Wouter in de Gruengracht, vermeld 1466-1485. Zijn kleinzoon, Mattheus Daems, meester-steenmetser, wordt vermeld te Valkenburg tussen 1513 en 1536. Diens zoon Jan noemde zich Van Valkenborgh en werd in 1534 poorter van Antwerpen. Een gelijknamige zoon van de laatste woonde in 1585 in Amsterdam. Diens zoon Marcus vestigde zich in de omstreken van Haarlem terwijl diens zonen Christoffel (1630-1697) en Mattheus (1641-1694) de eersten waren die een bestuursfunctie in Haarlem bekleedden.
In 1931 werd de familie opgenomen in het genealogische naslagwerk Nederland's Patriciaat.
In 1939 werd een nakomeling van Mattheus, jhr. mr. Johan Fredrik Theodoor van Valkenburg (1877-1975) verheven in de Nederlandse adel met het predicaat jonkheer. Hij blijkt de laatste persoon die in de Nederlandse adel is verheven; nadien komt verheffing in de adel, met uitzondering van leden van de koninklijke familie, in Nederland niet meer voor.
In 2011 leefden er nog negen mannelijke adellijke telgen, de laatste geboren in 2006.

## Bekende telgen
Marcus van Valkenburgh (1587-1653), bewindhebber West-Indische Compagnie
- mr. Christoffel van Valkenburg (1630-1697), vroedschap en schepen van Haarlem
- mr. Mattheus van Valkenburg (1641-1694), pensionaris van Haarlem
  - mr. Cornelis van Valkenburg (1682-1728), vroedschap, schepen en burgemeester van Haarlem
    - mr. Mattheus Willem van Valkenburg (1718-1784), heer in Callantsoog, vroedschap, schepen en burgemeester van Haarlem
      - Catharina Geertruyda van Valkenburg (1760-1807); trouwt 1781 mr. Hieronymus van Alphen (1746-1803), dichter
      - mr. Cornelis Constantijn van Valkenburg (1764-1847), heer van Drongelen en in Callantsoog, schepen, raad, wethouder en burgemeester van Haarlem
        - mr. Johan Frederik Theodoor van Valkenburg (1817-1906), heer in Callantsoog, lid gemeenteraad en wethouder van Haarlem, lid Provinciale en Gedeputeerde Staten van Noord-Holland
          - mr. Cornelis Constantijn van Valkenburg (1848-1877)
            - jhr. mr. Johan Fredrik Theodoor van Valkenburg (1877-1975), in 1939 verheven in de Nederlandse adel
              - jhr. mr. Cornelis Constantijn van Valkenburg (1910-1984), lid en voorzitter Hoge Raad van Adel, lid, voorzitter en erevoorzitter van het Centraal Bureau voor Genealogie
                - jhr. mr. Johan Fredrik Theodoor van Valkenburg (1942), oud-bankier, chef de famille

              - jhr. Rudolph Adriaan van Valkenburg (1917-1990), arts, directeur-geneesheer van ziekenhuis De Lichtenberg
                - jhr. mr. Sjoerd van Valkenburg (1948), bankier, honorair consul-generaal van Japan te Amsterdam; trouwde in 1976 met Catherine de Ferluc (1951), lid van de familie De Ferluc
                  - jkvr. Jacqueline Marie Patricia van Valkenburg (1979), moderedactrice van een Frans tijdschrift; trouwde in 2011 met Henry burggraaf de Cossette (1978), commercieel medewerker, telg uit de familie De Cossette

        - Cornelis Willem van Valkenburg (1818-1857), lid gemeenteraad van Haarlem

Geslachten die opgenomen zijn in het sinds 1910 verschijnende genealogische naslagwerk Nederland's Patriciaat. Lijst volgens opgave van het CBG Centrum voor familiegeschiedenis.
A · B · C · D · E · F · G · H · I · J · K · L · M · N · O · P · Q · R · S · T · U · V · W · Y · Z